# Jankey Sowe
Jankey Sowe (auch: Jankey Sowe Dem, geb. am 26. Januar 1996 in Mataró) ist eine gambische Leichtathletin.

## Leben
Sowe kam im katalanischen Ort Mataró zur Welt und startete für den lokalen Verein CA Laietania.
Im Juni 2008 wurde sie katalanische Jugendmeisterin über 220 Meter Hürden. Im Juni 2011 gewann sie die katalanischen Jugendmeisterschaften im Hexathlon. 2010 stellte sie einen neuen gambischen Rekord im Dreisprung und 2013 im Speerwurf auf.
Ihre letzte Wettbewerbsleistung ist beim spanischen Leichtathletikverband Real Federación Española de Atletismo (RFEA) für die Saison 2013/2014 dokumentiert.

## Nationale Rekorde
| Disziplin  | Leistung | Datum         | Event                                  | Ort                |
| ---------- | -------- | ------------- | -------------------------------------- | ------------------ |
| Dreisprung | 10,64 m  | 19. Juni 2010 | Campionat Catalunya Cadet              | Vic, Spanien       |
| Speerwurf  | 25,52 m  | 5. Mai 2013   | Final A Campionat Catalunya Clubs 2013 | Barcelona, Spanien |